# تپه کل قلا
تپه کل قلا در شهرستان خرم‌آباد، بخش پاپی، دهستان کشور، ۴/۵ کیلومتری شمال شرق روستای سنگتراشان (منطقه بونگلان) واقع شده و این اثر در تاریخ ۲۸ اسفند ۱۳۸۵ با شمارهٔ ثبت ۱۸۵۷۷ به‌عنوان یکی از آثار ملی ایران به ثبت رسیده است.